# Arechis II
Arechis o Arichis II fou duc i príncep de Benevent. Fou nomenat el 758 pel rei longobard Desideri d'Ístria, quan va deposar el rebel Luitprand, però probablement era de la mateixa família d'aquest duc. L'historiador Erchempert elogia la seva pietat i valentia; va construir diverses esglésies entre les quals la de Santa Sofia de Benevent que va esdevenir una mena de santuari nacional; també va construir l'església de Sant Salvador al monestir de Sant Vincenç del Volturno, al territori d'Alife; a la capital va fer reforçar els murs i hi va construir un palau. La tradició fa el seu temps una època de pau i prosperitat. Volia tenir una base marítima i va utilitzar Salern, una fortalesa on tenia un palau.
El seu fill Romuald va rebre una educació acurada. La seva esposa fou Adelperga filla de Desideri. La mort del rei longobard a Pavia el 774 i la desaparició del seu fill Adelchis, refugiat a Constantinoble, el va pujar al primer rang de l'aristocràcia longobarda. La conquesta dels francs va imposar el vassallatge als ducs Rotgaud de Friül i Hildebrand de Spoleto, però sembla que no va ser el mateix cas per Benevent; Arichis va començar a utilitzar el títol de príncep a les actes (que va començar a datar pel seu regnat) i va anomenar a la seva residència el "palau sagrat"; va afegir a les seves insígnies alguns símbols de la reialesa com la corona i el ceptre i es va fer consagrar pels bisbes locals; també en algun moment va començar a encunyar moneda pròpia. La pau doncs amb els francs fou precària.

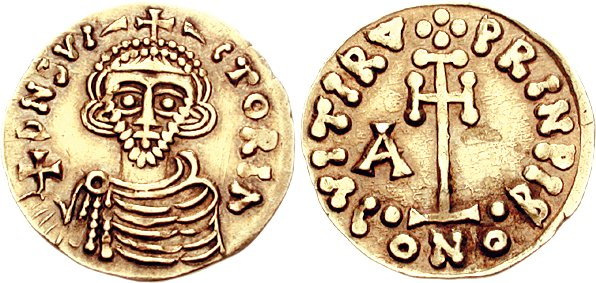
A tremís amb la imatge d'Arechis després que prengués el títol de princeps (príncep).

El 775 el papa Adrià I (772-795) el va acusar de voler eliminar la influència dels francs en profit del fill de Desideri d'Ístria, Adelchis, i conspirar amb els romans d'Orient per l'establiment d'aquest al tron de Llombardia en cooperació amb els ducs Hrodgaud de Friü, Reginald de Chiusi i Hildeprand de Spoleto. Probablement la iniciativa va sortir de Hrodgaud de Friül que va dirigir la revolta del 775 i que devia contactar a altres nobles. Hrodgaud de Friül no obstant no va rebre ajut dels altres dos ducs acusats i fou derrotat per l'exèrcit franc. El 776 els enviats de Carlemany a Itàlia, el bisbe Possessor i l'abat Rabigald, van negociar pacíficament amb Arichis.
Arichis no obstant aspirava almenys a engrandir el seu principat amb l'ajut dels romans d'Orient i perjudici del seu veí el Papa. Se sap que va enviar una ambaixada a Constantinoble. El patrici de Sicília que residia aleshores a Gaeta, es va apoderar de Terracina, amb el suport de la població local; Adrià I es queixava que els grecs i beneventins es dedicaven a separar del patrimoni de Sant Pere la Campània que projectaven repartir-se. El Papa va poder recuperar Terracina per un temps però els grecs de Nàpols la van recuperar i el Papa que volia fer les paus amb els napolitans, els va acordar la cessió de la ciutat a canvi de certs drets patrimonials pontificis al ducat de Nàpols. Però Arichis va impedir l'acord, i fou necessari cridar un exèrcit dels francs per imposar-se al duc beneventí. Carlemany es considerava successor del rei longobard i com a tal sobirà del duc/príncep de Benevent i així el papa i el rei dels francs només el consideraven duc.
Carlemany va anar a Roma el 780-781 però no es va ocupar dels afers dels ducats meridionals. Un temps després Arichis es va enfrontar a Amalfi, i la rodalia d'aquest ciutat foren atacades; Nàpols va anar en ajut d'Amalfi i els beneventins foren derrotats es van haver de retirar; alguns nobles longobards foren fets presoners.
El 786 Carlemany, acabada la guerra de Saxònia amb la submissió i el bateig de Widukind de Saxònia, i sufocades una revolta dels bretons i una revolta nobiliària a Turíngia, va aprofitar la tranquil·litat per tornar a Itàlia. Va iniciar el camí el novembre i el 25 de desembre era a Florència i poc després a Roma. Arichis, informat de l'arribada de Carlemany, va fer la pau amb el cònsol Cesari de Nàpols que havia estat un temps com a ostatge a Benevent i que per això gaudia de certa popularitat entre els longobards; l'afer de la Libúria (la Terra de Labur), als habitants dels quals es reclamaven certs tributs, fou arranjada. Segurament fou llavors quan Arichis II va fer certes donacions a l'església napolitana de Sant Gener i va enviar a Roma al seu fill Romuald carregat de regals pel rei dels francs. Romuald ja estava de fet associat al govern del ducat i va rebre l'encàrrec de prometre fidelitat a Carlemany però evitar l'entrada d'aquest al ducat/principat.
Romuald va aconseguir inicialment el propòsit i va obtenir l'acord del rei, si bé el papa i altres nobles eren de l'opinió contrària i finalment els enemics de Benevent van imposar els seus punts de vista i el 787 l'exèrcit franc va marxar cap a Benevent portant més o menys con ostatge a Romuald. Van seguir la via Llatina passant per Monte Cassino i Càpua on van establir el campament; allí es va decidir iniciar hostilitats; però Arichis va refusar l'enfrontament, va abandonar Benevent i es va refugiar a Salern des d'on va reprendre les converses al punt on s'havien alterat la primera vegada; Arichis va enviar com a negociadors al bisbe David de Benevent i altres, que van demanar la pau. Carlemany va optar per no avançar més i va signar un tractat que reconeixia les pretensions de domini feudal del rei sobre Benevent, però el país no fou assolat i Arichis no va haver d'anar a fer homenatge personalment i va fer un jurament a Salern que van seguir altres nobles; segurament es va establir el pagament d'un tribut i dotze nobles van quedar com a ostatges, entre els quals Grimoald i Adelgisa, fill i filla d'Arechis II, si bé Romuald va poder tornar amb el seu pare. El 22 de març del 787 David de Benevent va obtenir de Carlemany a Càpua un privilegi per la seva església. Sembla que el Papa va poder recuperar el patrimoni pontifici reclamat al sobirà de Benevent. Carlemany va estar a Càpua fins a finals de març i després va retornar a Roma on era el 8 d'abril per la Pasqua. Llavors Adelgisa ja havia estat deixada lliure però Grimoald continuava com a ostatge.
Després de la tornada de Carlemany, Adrià I va acusar Arichis de renovar l'aliança amb els romans d'Orient proposant sotmetre's a l'Imperi i adoptar la moda de vestir grega, demanant a canvi el ducat de Nàpols i el títol de patrici; segons el Papa l'emperador havia d'enviar a Adelchis, el seu cunyat, amb un exèrcit. Romuald va morir el 21 de juliol del 787 i Arichis II va morir el 26 d'agost de 787 a Salern. Un altre fill de nom Gisolf havia mort feia temps doncs no s'esmenta els darrers anys ni en les negociacions per la successió. Així Grimoald va quedar com únic hereu però el ducat de fet va quedar en mans dels missi dominici dels francs encarregats d'executar el pacte i pel diaca Atton i l'ostiari Goteran, enviats per Carlemany, seguits després per Maginari, abat de Sant Denis, el diaca Josep i el comte Liuderic. El Papa va reclamar tot el país. Finalment després de complexos moviments i negociacions, Grimoald fou reconegut com a duc.